# Thrichomys apereoides
Thrichomys apereoides is een zoogdier uit de familie van de stekelratten (Echimyidae). De wetenschappelijke naam van de soort werd voor het eerst geldig gepubliceerd door Lund in 1839.

## Voorkomen

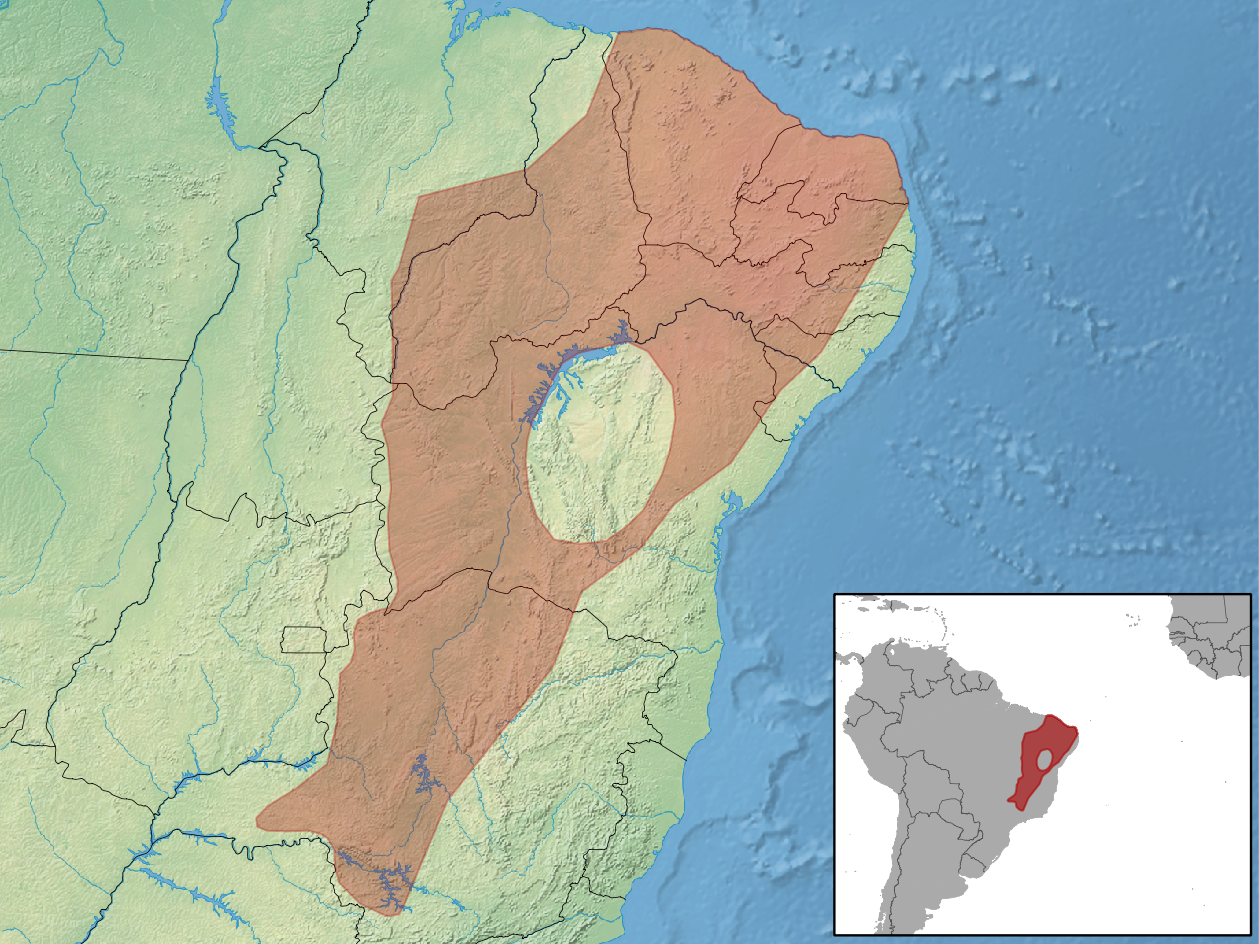
Leefgebied

De soort komt voor in Brazilië en Paraguay.